# Озеряни (Луцький район)
Озеря́ни — село в Україні, у Луцькому районі Волинської області. Входить до складу Боратинської сільської громади. Населення становить 286 осіб.

## Історія
У 1906 році село Чаруківської волості Луцького повіту Волинської губернії. Відстань від повітового міста 25 верст, від волості 5. Дворів 19, мешканців 130.
12 червня 2020 року, відповідно до розпорядження Кабінету Міністрів України № 708-р «Про визначення адміністративних центрів та затвердження територій територіальних громад Волинської області», село увійшло у склад Боратинської сільської громади.
19 липня 2020 року, в результаті адміністративно-територіальної реформи та ліквідації  Луцького району(1940—2020), село увійшло до складу новоутвореного Луцького району.

## Населення
Згідно з переписом УРСР 1989 року чисельність наявного населення села становила 309 осіб, з яких 141 чоловік та 168 жінок.
За переписом населення України 2001 року в селі мешкали 282 особи.

### Мова
Розподіл населення за рідною мовою за даними перепису 2001 року:
| Мова       | Відсоток |
| ---------- | -------- |
| українська | 98,60 %  |
| російська  | 1,05 %   |
| білоруська | 0,35 %   |